# CYP8B1
CYP8B1‏ (Cytochrome P450 family 8 subfamily B member 1) هوَ بروتين يُشَفر بواسطة جين CYP8B1 في الإنسان.